# بني شمسان (القفر)

تعديل مصدري - تعديل

بني شمسان محلة تابعة لقرية الظهيرة، التابعة لعزلة بني مبارز بمديرية القفر إحدى مديريات محافظة إب في الجمهورية اليمنية، بلغ تعداد سكانها 1000الف حسب تعداد اليمن لعام 2004.